# Бабенко, Георгий Гаврилович
Гео́ргий Гаври́лович Бабе́нко (4 марта 1909, Одесса — 13 марта 1977, Киев) — украинский советский актёр кино и театра. Народный артист Украинской ССР (1954).

## Биография
Родился в семье одесского рабочего. До 1928 работал на различных предприятиях, выступал в спектаклях художественной самодеятельности.
В 1928 был принят актёром-стажёром в одесский «Робсельтеатр» (филиал Украинской государственной драмы), там же занимался в студии. С 1929 — актёр театра Укргосдрама (ныне — Одесский академический украинский музыкально-драматический театр им. В. Василько); с 1954 — киевского театра им. Ивана Франко.
С 1933 снимался в кино.
Актёр широкого творческого диапазона. Созданные им образы отличались сочностью, разнообразием красок, мастерством сценических деталей.
Член КПСС с 1946 года.

## Театральные роли
- Карась («Запорожец за Дунаем» Гулака-Артемовского)
- Лизогуб («Богдан Хмельницкий» А. Корнейчука)
- Чеснок («В степях Украины» Корнейчука)
- Савва («Земля» О. Кобылянской)
- Самозванец («Борис Годунов» Пушкина)
- Земляника («Ревизор» Н. В. Гоголя)
- Сафонов («Русские люди» К. Симонова)
- Соловейчик («200 000» Шолом-Алейхема)

## Фильмография
- 1933 — Суровые дни — красноармеец Степан Ковальчук
- 1955 — Пламя гнева — Кара-Бей
- 1956 — Иван Франко — Гоголинский
- 1957 — Правда — Владимир Винниченко
- 1958 — Сто тысяч (фильм-спектакль) — неизвестный
- 1958 — Гроза над полями — эпизод
- 1958 — Киевлянка — Владимир Винниченко
- 1959 — Григорий Сковорода — генерал
- 1961 — Гулящая — Антон Петрович Рубец, второй хозяин Христи
- 1962 — В мёртвой петле — эпизод
- 1962 — Исповедь — священник
- 1967 — Тихая Одесса — эпизод
- 1969 — Почтовый роман — эпизод
- 1970 — Мир хижинам, война дворцам — генерал
- 1970 — Хлеб и соль — приказчик Стадницкого
- 1972 — Тайник у Красных камней — попутчик
- 1974 — Рассказы о Кешке и его друзьях — иностранец

## Источник
- Театральная энциклопедия. Том 1/Глав. ред. С. С. Мокульский — М.: Советская энциклопедия, 1961